# Elizabeth Regnery
Mme Reg est un personnage de fiction du feuilleton télévisé Grand Galop. Il est interprété par l'actrice Catherine Wilkin.

## Le personnage
C'est la mère de Max et elle s'occupe également du centre équestre lorsque son fils est indisposé ou absent. Elle participe activement à la vie au Pin creux et elle est toujours a l'écoute des élèves et toujours prête à les réconforter quand il y a un problème. Les élèves l'aiment beaucoup parce qu'elle est très gentille et amusante.